# Mike Richardson
Mike Richardson, född 29 juni 1950 i Portland i Oregon, är en amerikansk serieskapare, filmproducent, manusförfattare och grundare av serieförlaget Dark Horse Comics 1986.

## Serieskapande
Mike Richardson var med och skapade serien The Mask.
Övriga serier Richardson arbetat med är: The Secret, Living with the Dead, Cut och Cravan.  
Han har även producerat ett flertal filmer som oftast handlat om serier utgivna av Dark Horse.
1998 författade han boken Comics Between the Panels tillsammans med Steve Duin.

## Filmografi (urval)

### Som manusförfattare
- 2003 – Timecop 2: The Berlin Decision
- 1994 – Timecop

### Som filmproducent
- 2013 – R.I.P.D.
- 2008 – Hellboy II: The Golden Army
- 2007 – My Name Is Bruce
- 2004 – Hellboy
- 1999 – Mystery Men
- 1996 – Barb Wire
- 1994 – The Mask